# サンセット高等学校 (オレゴン州ビーバートン)
サンセット高等学校（英: Sunset High School）は、アメリカ合衆国オレゴン州ビーバートンにある公立高等学校。現在、国際バカロレア資格の課程を提供している。ロバート・ケネディ上院議員が1968年の暗殺前の最晩期にスピーチを行った学校として知られる。

## 生徒
2002-2003年度、総生徒数の9%がESL（外国語としての英語）教育を受け、30%がマイノリティだった。SATにおける平均得点は国語（verbal）で558点、数学（math）で563点であり、この点数はビーバートン地域における校内平均点としては最高であった。退学率は3.4%であった。

## 学業
1983年、アメリカ合衆国国内で学校が受けられる最高の栄誉として知られる「ブルー・リボン賞」を受賞した。
2008年、高校4年生498人の内82%が高等学校の卒業証書を授与された。498人中、409人が卒業し、59人が退学し、5人が修正卒業証書（Oregon modified high school diploma）を授与され、25人が留年した。

## 著名な卒業生
- クリス・ボッティ：ジャズ・トランペット奏者
- ブレイディ・クラーク：プロ野球選手
- フィル・キースリング：オレゴン州務長官
- パトリック・ラックマン：ダメージプラン所属のロック・ギタリスト
- クリス・ムーア：映画プロデューサー、TVプロデューサー
- ジョー・サッコ：漫画家、ジャーナリスト
- ケイティー・サッコフ：女優。GALACTICA/ギャラクティカに出演。
- コートニー・テイラー＝テイラー：ザ・ダンディ・ウォーホルズ所属の歌手
- トミー・セイヤー：キッス所属のロック・ギタリスト
- D.J.ジョンソン：プロ野球選手